# Conorhinopsylla stanfordi
Conorhinopsylla stanfordi är en loppart som beskrevs av Stewart 1930. Conorhinopsylla stanfordi ingår i släktet Conorhinopsylla och familjen mullvadsloppor. Inga underarter finns listade i Catalogue of Life.